# Едді Альберт
Едді Альберт (англ. Eddie Albert, уродж. Едвард Альберт Гаймбергер; нар. 22 квітня 1906, Рок-Айленд, Іллінойс, США — пом. 26 травня 2005, Лос-Анджелес, Каліфорнія, США) — американський актор театру, кіно і телебачення, дворазовий номінант премії «Оскар» за найкращу чоловічу роль другого плану.

## Біографія
Едвард Альберт Гаймбергер народився 22 квітня 1906 року в родині реєлтора Френка Деніела Гаймбергера та його дівчини Джулії Джонс. Він був найстаршим з п'яти дітей.

## Фільмографія
| Рік  |   | Українська назва             | Оригінальна назва | Роль            |
| ---- | - | ---------------------------- | ----------------- | --------------- |
| 1953 | ф | Римські канікули             | Roman Holiday     | Ірвін Радович   |
| 1955 | ф | Я буду плакати завтра        | I'll Cry Tomorrow | Берт МакГір     |
| 1972 | ф | Хлопець, який розбиває серця | The Heiress       | містер Коркоран |
| 1975 | ф | Метушня                      | Hustle            | Лео Селлерс     |

## Вшанування пам'яті
Його ім'я вибите на Алеї Слави у Голлівуді.